# Cubnezais
Cubnezais é uma comuna francesa na região administrativa da Nova Aquitânia, no departamento da Gironda. Estende-se por uma área de 10,35 km². Em 2010 a comuna tinha 1 591 habitantes (densidade: 153,7 hab./km²).